# Evo 2018
El Evolution Championship Series 2018 (más conocido como EVO 2018) fue un evento de videojuegos de lucha celebrado en la ciudad de Las Vegas del 3 al 5 de agosto. El evento presentó torneos para una gran cantidad de juegos, incluyendo a Dragon Ball FighterZ, Street Fighter V y Tekken 7. Más de 10.000 personas se registraron para participar en las competencias, siendo Dragon Ball FighterZ el juego que obtuvo la mayor cantidad de inscritos.

## Sede
Al igual que anteriores ediciones, EVO 2018 se llevó a cabo en el lujoso hotel Mandalay Bay. Los primeros dos días del evento transcurrieron en el Mandalay Bay Convention Center, mientras que el último día se desarrolló en el Mandalay Bay Events Center.

## Juegos
Los ocho juegos principales del EVO 2018 fueron anunciados oficialmente el 6 de febrero de 2018 durante un directo en la plataforma Twitch, que contó con la presencia del cofundador del evento Joey Cuellar argumentando la inclusión de cada juego. Los juegos que resultaron elegidos consistieron en una mezcla de títulos antiguos, lanzamientos recientes y versiones actualizadas. Entre las nuevas adiciones se incluyeron a BlazBlue: Cross Tag Battle y Dragon Ball FighterZ, mientras que Street Fighter V: Arcade Edition ocupó el lugar de su versión estándar.
Los ocho juegos que estuvieron presentes en el EVO 2018 fueron:
- BlazBlue: Cross Tag Battle
- Dragon Ball FighterZ
- Guilty Gear Xrd REV 2
- Injustice 2
- Street Fighter V: Arcade Edition
- Super Smash Bros. Melee
- Super Smash Bros. para Wii U
- Tekken 7

### Torneos paralelos
EVO 2018 también albergó torneos para una gran variedad de juegos que no fueron incluidos en el evento principal, como Fighting EX Layer, Ultra Street Fighter IV, Super Street Fighter II Turbo y Marvel vs. Capcom: Infinite. Además, se realizaron exhibiciones de futuros lanzamientos como Dead or Alive 6, Super Smash Bros. Ultimate y Soulcalibur VI.
Como en los tres años anteriores, el evento llamado AnimEVO, dedicado especialmente a los juegos "airdasher" (con mayor enfoque en las peleas aéreas), también tuvo su lugar en la edición 2018. En total se desarrollaron torneos para 26 juegos, incluyendo a Under Night In-Birth EXE: Late[st], Samurai Shodown V Special, Garou: Mark of the Wolves, Windjammers y Catherine. Otros títulos que también llevaron a cabo competencias fueron The King of Fighters XIV, BlazBlue: Central Fiction, Persona 4 Arena Ultimax y Tatsunoko vs. Capcom.

## Participantes
El Evolution Championship Series ha sido históricamente el mayor torneo mundial de videojuegos de lucha, permitiendo el registro gratuito para cualquiera que quiera competir. El periodo de registro para la edición 2018 finalizó el 20 de julio. Los tres juegos que habían tenido la mayor cantidad de participantes en la edición de 2017, Street Fighter V, Super Smash Bros. para Wii U y Super Smash Bros. Melee, sufrieron una disminución en sus números de participantes. Por otra parte, Dragon Ball FighterZ se convirtió en el primer juego en años en superar la cantidad de participantes de un título de la saga Street Fighter, logrando ser el juego con mayor cantidad de participantes del EVO 2018. Tekken 7 ocupó el tercer lugar en cantidad de registrados, gracias a un aumento respecto a la edición anterior.

## Transmisión
El evento fue transmitido en su totalidad a través de la plataforma de directos Twitch. La transmisión estuvo compuesto por ocho canales, siete de ellos pertenecientes a EVO en los cuales se ofreció la cobertura de todos los juegos, mientras que Capcom se encargó de la emisión de los combates preliminares de Street Fighter V: Arcade Edition en su canal Capcom Fighters.

## Anuncios
Durante el desarrollo de las distintas competencias se realizaron diversos anuncios para los videojuegos. En el segundo día del evento, DotEmu anunció que trabajaría en un port del juego Windjammers para la consola Nintendo Switch. Al poco tiempo de la finalización de las finales de BlazBlue: Cross Tag Battle, Arc System Works reveló los restantes nueve personajes descargables que serían lanzados el día 6 de agosto: Izayoi, Nine the Phantom, y Mai Natsume de BlazBlue;  Mitsuru Kirijo, Akihiko Sanada y Labrys de Persona 4 Arena; y Merkava, Yuzuriha y Mika de Under Night In-Birth. Adicionalmente, Arika reveló que Fighting EX Layer llegaría a máquinas arcade y anunció una fecha aproximada para los personajes Pullum Purna y Vulcano Rosso. Ellos también anunciaron el arribo de los luchadores Area y Sharon de Street Fighter EX y a Terry Bogard de las franquicias Fatal Fury y The King of Fighters.
El día domingo, tras finalizar las finales de Guilty Gear Xrd REV 2, Arc System Works realizó el anuncio de su propio circuito mundial de eSports llamado "ArcRevo World Tour". Dicho circuito hospedaría torneos para los juegos Guilty Gear Xrd REV 2, BlazBlue: Cross Tag Battle y BlazBlue: Central Fiction. Antes de la gran final de Super Smash Bros. Melee anunció que el 8 de agosto se realizaría un Nintendo Direct dedicado a Super Smash Bros. Ultimate. Previo a las finales de Tekken 7, Bandai Namco comunicó que Astaroth y Seong Mi-na serían personajes jugables en Soulcalibur Vi. Una vez terminado el torneo, el productor de la serie Katsuhiro Harada anunció una segunda temporada de DLC para el Tekken 7, que incluiría seis personajes. Tres de ellos fueron revelados en ese mismo momento: Anna Williams y Lei Wulong, y como personaje invitado especial Negan de The Walking Dead. Luego de que concluyeran las finales de Dragon Ball FighterZ anunció que el 8 de agosto serían lanzados los personajes descargables Goku y Vegeta en su forma base, así como un tráiler para el antepenúltimo DLC, Cooler. Finalmente, justo antes de las finales de Street Fighter V: Arcade Edition, Capcom presentó un video gameplay de los dos personajes restantes de la temporada 3, G y Sagat, y confirmó que serían lanzados al día siguiente.

## Resultados
| BlazBlue: Cross Tag Battle | BlazBlue: Cross Tag Battle | BlazBlue: Cross Tag Battle | BlazBlue: Cross Tag Battle |
| Posición                   | Jugador                    | Alias                      | Personaje(s)               |
| -------------------------- | -------------------------- | -------------------------- | -------------------------- |
| 1.º                        | Desconocido                | Heiho                      | Ruby/Gordeau               |
| 2.º                        | Jeronte Latham             | Fame96                     | Yu/Jin                     |
| 3.º                        | Ryuji Utsumi               | DoraBang                   | Hazama/Nu-13               |
| 4.º                        | Kazuyuki Koji              | KojiKOG                    | Tager/Waldstein            |
| 5.º                        | Ryota Inoue                | Kazunoko                   | Ruby/Gordeau               |
| 5.º                        | Shoji Sho                  | Fenritti                   | Jin/Hyde                   |
| 7.º                        | Desconocido                | Gouda                      | Gordeau/Nu-13              |
| 7.º                        | Kohki Hayashi              | DettyWhiteRock             | Yang/Waldstein             |

| Dragon Ball FighterZ | Dragon Ball FighterZ | Dragon Ball FighterZ | Dragon Ball FighterZ                            |
| Posición             | Jugador              | Alias                | Personaje(s)                                    |
| -------------------- | -------------------- | -------------------- | ----------------------------------------------- |
| 1.º                  | Dominique McLean     | SonicFox             | Bardock/Zamas/Androide 16                       |
| 2.º                  | Goichi Kishida       | GO1                  | Cell/Bardock/Vegeta                             |
| 3.º                  | Shoji Sho            | Fenritti             | Cell/Bardock/Vegeta                             |
| 4.º                  | Naoki Nakayama       | Moke                 | Kid Buu/Cell/Trunks                             |
| 5.º                  | Perry Vinson         | KnowKami             | Androide 21/Cell/Goku Black, Cell/Zamas/Kid Buu |
| 5.º                  | Ryota Inoue          | Kazunoko             | Kid Buu/Gohan adulto/Yamcha                     |
| 7.º                  | Tsutomu Kubota       | Kubo                 | Gohan adulto/Androide 16/Goku                   |
| 7.º                  | Steve Carbajal       | Supernoon            | Kid Buu/Cell/Vegeta                             |

| Guilty Gear Xrd REV 2 | Guilty Gear Xrd REV 2 | Guilty Gear Xrd REV 2 | Guilty Gear Xrd REV 2 |
| Posición              | Jugador               | Alias                 | Personaje(s)          |
| --------------------- | --------------------- | --------------------- | --------------------- |
| 1.º                   | Omito Hashimoto       | Omito                 | Johnny                |
| 2.º                   | Masahiro Tominaga     | Machabo               | Ky                    |
| 3.º                   | Eli Rabadad           | LostSoul              | Elphelt               |
| 4.º                   | Desconocido           | Nage                  | Faust                 |
| 5.º                   | Hisatoshi Usui        | Rion                  | Ky                    |
| 5.º                   | Desconocido           | Zadi                  | Raven                 |
| 7.º                   | Fukuda Norihiro       | Teresa                | Jam                   |
| 7.º                   | Harukuni Suga         | Fumo                  | Elphelt               |

| Injustice 2 | Injustice 2             | Injustice 2 | Injustice 2                                  |
| Posición    | Jugador                 | Alias       | Personaje(s)                                 |
| ----------- | ----------------------- | ----------- | -------------------------------------------- |
| 1.º         | Curtis McCall           | Rewind      | Catwoman, Black Adam, Blue Beetle, Firestorm |
| 2.º         | Tommy Tweedy            | Tweedy      | Starfire, Doctor Fate                        |
| 3.º         | Dominique McLean        | SonicFox    | Starfire, Firestorm, Red Hood, Black Manta   |
| 4.º         | Ryan DeDomenico         | Big D       | Poison Ivy                                   |
| 5.º         | Alexandre Dubé-Bilodeau | Hayatei     | Robin                                        |
| 5.º         | Andrew Fontanez         | Semiij      | Catwoman                                     |
| 7.º         | Mo Amaechi              | SylverRye   | Hellboy                                      |
| 7.º         | Matthew Commandeur      | Biohazard   | Bane, Cheetah, Starfire, Black Manta         |

| Street Fighter V: Arcade Edition | Street Fighter V: Arcade Edition | Street Fighter V: Arcade Edition | Street Fighter V: Arcade Edition |
| Posición                         | Jugador                          | Alias                            | Personaje(s)                     |
| -------------------------------- | -------------------------------- | -------------------------------- | -------------------------------- |
| 1.º                              | Benjamin Simon                   | Problem X                        | M. Bison, Abigail                |
| 2.º                              | Hajime Taniguchi                 | Tokido                           | Akuma                            |
| 3.º                              | Keita Ai                         | Fuudo                            | R. Mika                          |
| 4.º                              | Tsunehiro Kanamori               | Gachikun                         | Rashid                           |
| 5.º                              | Atsushi Fujimura                 | Fujimura                         | Ibuki                            |
| 5.º                              | Olivier Hay                      | Luffy                            | R. Mika                          |
| 7.º                              | Christopher Rodríguez Nade       | Caba                             | Guile                            |
| 7.º                              | Marcus Redmond                   | TheCoolKid93                     | Abigail                          |

| Super Smash Bros. Melee | Super Smash Bros. Melee | Super Smash Bros. Melee | Super Smash Bros. Melee |
| Posición                | Jugador                 | Alias                   | Personaje(s)            |
| ----------------------- | ----------------------- | ----------------------- | ----------------------- |
| 1.º                     | William Hjelte          | Leffen                  | Fox                     |
| 2.º                     | Adam Lindgren           | Armada                  | Fox, Peach              |
| 3.º                     | Justin McGrath          | Plup                    | Sheik                   |
| 4.º                     | Juan Debiedma           | Hungrybox               | Jigglypuff              |
| 5.º                     | Justin Hallett          | Wizzrobe                | Capitán Falcon          |
| 5.º                     | Joseph Marquez          | Mango                   | Falco                   |
| 7.º                     | James Liu               | Swedish Delight         | Sheik                   |
| 7.º                     | Johnny Kim              | S2J                     | Capitán Falcon          |

| Super Smash Bros. para Wii U | Super Smash Bros. para Wii U | Super Smash Bros. para Wii U | Super Smash Bros. para Wii U |
| Place                        | Jugador                      | Alias                        | Personaje(s)                 |
| ---------------------------- | ---------------------------- | ---------------------------- | ---------------------------- |
| 1.º                          | Bharat Chintapall            | Lima                         | Bayonetta                    |
| 2.º                          | Zack Lauth                   | CaptainZack                  | Bayonetta                    |
| 3.º                          | Yuta Uejima                  | Nietono                      | Sheik, Diddy Kong            |
| 4.º                          | Tamim Omary                  | Mistake                      | Bayonetta                    |
| 5.º                          | Eric Weber                   | Mr E                         | Lucina                       |
| 5.º                          | Jestise Negron               | MVD                          | Diddy Kong                   |
| 7.º                          | Tetsuya Ishiguro             | Raito                        | Duck Hunt                    |
| 7.º                          | Toshimasa Hayakawa           | Choco                        | Zero Suit Samus              |

| Tekken 7 | Tekken 7           | Tekken 7   | Tekken 7         |
| Posición | Jugador            | Alias      | Personaje(s)     |
| -------- | ------------------ | ---------- | ---------------- |
| 1.º      | Sun-woong Youn     | LowHigh    | Shaheen          |
| 2.º      | Byeong-mun Son     | Qudans     | Devil Jin        |
| 3.º      | Terrelle Jackson   | Lil Majin  | King             |
| 4.º      | Hyun-jim Kim       | JDCR       | Dragunov         |
| 5.º      | Nopparut Hempamorn | Book       | Jin              |
| 5.º      | Hyun-ho Jung       | Rangchu    | Panda            |
| 7.º      | Takumi Fujimura    | Chirichiri | Shaheen          |
| 7.º      | Takumi Hamasaki    | Noroma     | Jack-7, Dragunov |

- Resultados oficiales en la página Shoryuken.[20]